# Amt Stapelholm

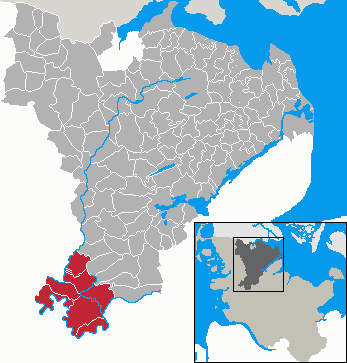
Lage des ehem. Amtes Stapelholm im Kreis Schleswig-Flensburg

Das Amt Stapelholm war bis zum 31. Dezember 2007 ein Amt im Süden des Kreises Schleswig-Flensburg in Schleswig-Holstein. Es umfasste territorial weite Teile der Kulturlandschaft Stapelholm. Mit Wirkung vom 1. Januar 2008 haben sich die Gemeinden der Ämter Stapelholm und Kropp zum Amt Kropp-Stapelholm zusammenschlossen.

## Geschichte
Eine erste urkundliche Erwähnung existiert vom 12. Mai 1260: In einer Urkunde verpfänden die dänischen Adligen Mechthild von Holstein sowie ihre beiden Söhne Erich I. und Abel Abelsen ihren Grundbesitz an die Holsteiner Grafen Johann I. und Gerhard I. Zu dem Grundbesitz gehörten neben Stapelholm die Gebiete Fræzlæt, Schwansen und Jarnwith. Diese Urkunde war der Anlass für Feierlichkeiten zum 750. Jahrestag im Jahr 2010.
Das historische Stapelholm war im verwaltungsrechtliche Sinne eine Landschaft, die ursprünglich von der Tielenburg aus reagiert wurde. Nach der Zerstörung der Burg in der Schlacht bei Hemmingstedt erfolgte 1500 eine Verlegung der Verwaltung nach Süderstapel. Hier bekam der Landvogt als höchster Verwaltungsbeamter seinen Dienstsitz. Bereits im 17. Jahrhundert verfügte die Landschaft Stapelholm über ein eigenes Landrecht.
Stapelholm liegt an der Südgrenze des alten Herzogtums Schleswig. Ursprünglich – etwa seit dem Jahre 1200 – gehörte Stapelholm zum dänischen Verwaltungsgebiet, später zum Kreis Schleswig.

## Gemeinden

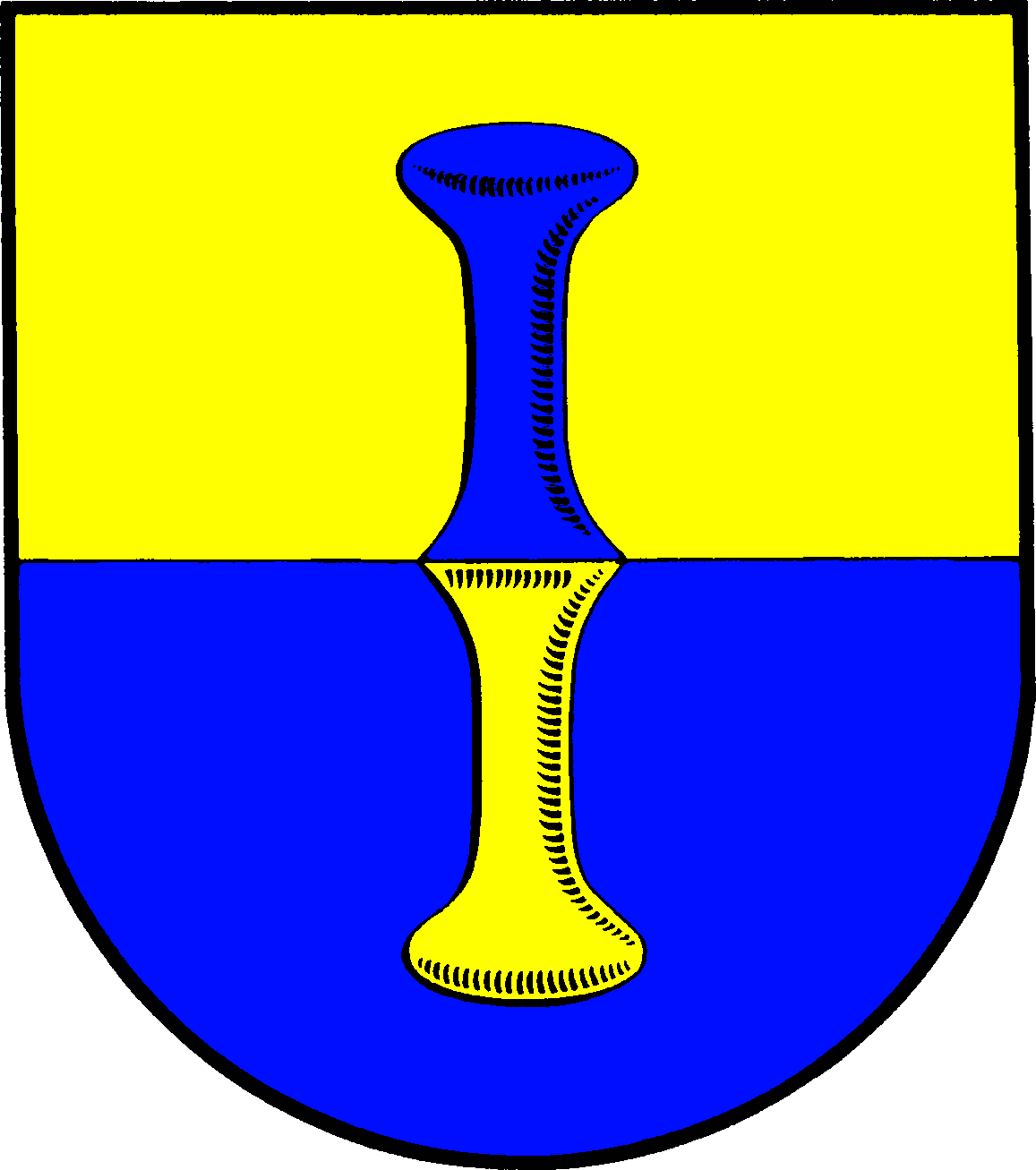
Wappen des ehem. Amtes Stapelholm

Auf einer Fläche von 140 km² lebten 6200 Einwohner in den Gemeinden
1. Bergenhusen
2. Erfde
3. Meggerdorf
4. Norderstapel
5. Süderstapel
6. Tielen
7. Wohlde

## Wappen
Blasonierung: „Von Gold und Blau geteilt, darauf ein aufrechter, kurzer, oben und unten mit einem Knauf abschließender, in der Mitte sich verdickender Stab in verwechselten Farben.“